# エンツォ レーサーになりたかった犬とある家族の物語
『エンツォ レーサーになりたかった犬とある家族の物語』（エンツォ レーサーになりたかったいぬとあるかぞくのものがたり、The Art of Racing in the Rain）は2019年のアメリカ合衆国のドラマ映画。監督はサイモン・カーティス、出演はケビン・コスナーとマイロ・ヴィンティミリアなど。本作はガース・スタインが2008年に発表した小説『エンゾ レーサーになりたかった犬とある家族の物語』を原作としている。
本作は日本で劇場公開されなかったが、2020年3月4日にデジタル配信された。

## ストーリー
スウィフト夫妻の飼い犬、エンツォは臨終の時を迎えようとしていたが、その心境は実に穏やかなものであった。エンツォは「経験を十分に積んだ犬は来世で人間に生まれ変わることができる」という信念を持っていたためであった。
本作は今際の際にある老犬エンツォの回想という形を取りながら、スウィフト一家とエンツォが暮らした10年間に起きた出来事を描き出していく。一家には理不尽な出来事が次々と襲いかかり、レーサーであるデニーの言葉を借りれば「土砂降りの中のレース」ともいうべき10年間だった。しかし、デニーたちは過酷な運命に屈服しようとはしなかった。エンツォはそんな一家を精神面で支えていたのである。

## キャスト
※カッコ内は吹替版声優。
- エンツォの声: ケビン・コスナー（菅生隆之）
- デニー・スウィフト: マイロ・ヴィンティミリア（桐本拓哉）
- エイヴリー・スウィフト（イブ）: アマンダ・サイフリッド（小島幸子）
- トリシュ: キャシー・ベイカー（寺内よりえ） - イブの母。
- マクスウェル: マーティン・ドノヴァン（佐々木勝彦） - イブの父。
- ドン・キッチ: ゲイリー・コール（安原義人） - デニーのレーシングチームのボス。
- マイク︰イアン・レイク（落合弘治）
- ニー︰アンドレス・ジョセ（手塚ヒロミチ）
- パントーニ︰アル・サピエンザ（牛山茂）
- マーク・フィン: マッキンリー・ベルチャー三世（英語版）（俊藤光利） - 弁護士。
- ゾーイ・スウィフト:ライアン・キエラ・アームストロング（木村日翠）
- ゾーイ・スウィフト（3歳）:ケイシー・リンク
- ゾーイ・スウィフト（17歳）:リリー・ドッズワース＝エヴァンス

その他の日本語吹替︰中村和正、川井田夏海、武田太一、藤原夏海、八百屋杏、林大地、中村綾、佐々木拓真、おまたかな、櫻庭有紗、佐伯匠、横山友香
日本語版制作スタッフ
演出：宇出喜美、翻訳：太田てるみ、制作：ACクリエイト

## 製作
2009年7月15日、ユニバーサル・ピクチャーズが小説『エンゾ レーサーになりたかった犬とある家族の物語』の映画化権を獲得したと報じられた。しかし、2年を費やしても監督を見つけることができなかった。2016年1月、ディズニーがユニバーサルから同小説の映画化権を購入した。2017年、同小説の映画化権は20世紀フォックスに売却された。
2018年2月7日、マイロ・ヴィンティミリアが本作の出演交渉に臨んでいるとの報道があった。4月17日、アマンダ・サイフリッドの出演が決定したと報じられた。5月9日、ゲイリー・コールとキャシー・ベイカーが起用された。同日、本作の主要撮影がカナダのバンクーバーで始まった。21日、マッキンリー・ベルチャー三世がキャスト入りした。

## マーケティング・興行収入
2019年5月20日、本作のオフィシャル・トレイラーが公開された。
本作は『ザ・キッチン』、『Brian Banks』、『スケアリーストーリーズ 怖い本』、『劇場版 ドーラといっしょに大冒険』と同じ週に封切られ、公開初週末に900万ドル前後を稼ぎ出すと予想されていたが、その予想は的中した。2019年8月9日、本作は全米2765館で公開され、公開初週末に813万ドルを稼ぎ出し、週末興行収入ランキング初登場6位となった。

## 評価
本作に対する批評家からの評価は平凡なものに留まっている。映画批評集積サイトのRotten Tomatoesには64件のレビューがあり、批評家支持率は53%、平均点は10点満点で5.13点となっている。サイト側による批評家の見解の要約は「『エンツォ レーサーになりたかった犬とある家族の物語』のストーリーは感傷的に過ぎ、その展開も容易に予測できるものであることは否めない。しかし、犬好きの観客の心の琴線に触れるのは間違いなく、その観客がそれに抗うのは難しいだろう。」となっている。また、Metacriticには28件のレビューがあり、加重平均値は43/100となっている。なお、本作のCinemaScoreはA-となっている。